# Château de La Chèze
Le château de La Chèze est un château situé dans le département de l'Ardèche en France.

## Situation
Le château est situé au sommet d'une colline à l'est du bourg.

## Historique
Mentionné dans les textes à la fin du XIIIe siècle, les premiers seigneurs sont les Tournon de la Chèze. Il est agrandi au XVe et obtient sa taille actuelle à l'époque de la Renaissance.
Le château de La Chèze fut une place-forte protestante, notamment en 1621-1622. Les Portalès qui le détiennent au XVIIIe le rendent plus confortable, par le percement de fenêtres et l'aménagement de cheminées.
Un collège de jésuites s'y installe sous le Premier Empire. D'importants travaux sont réalisés à la fin du XIXe siècle.
Il est incendié tragiquement le 6 juillet 1944 lors de la bataille du Cheylard. le château est laissé en ruine jusqu'en 1989, date de la création de l'Association pour la sauvegarde du patrimoine boutiérois qui, soutenue par la commune et de généreux donateurs, va sauver et restaurer le château jusqu'en 2018, en organisant chaque année, des chantiers de bénévoles venus du monde entier.
Depuis, le château est ouvert à la visite les mois de juillet et août.

## Architecture

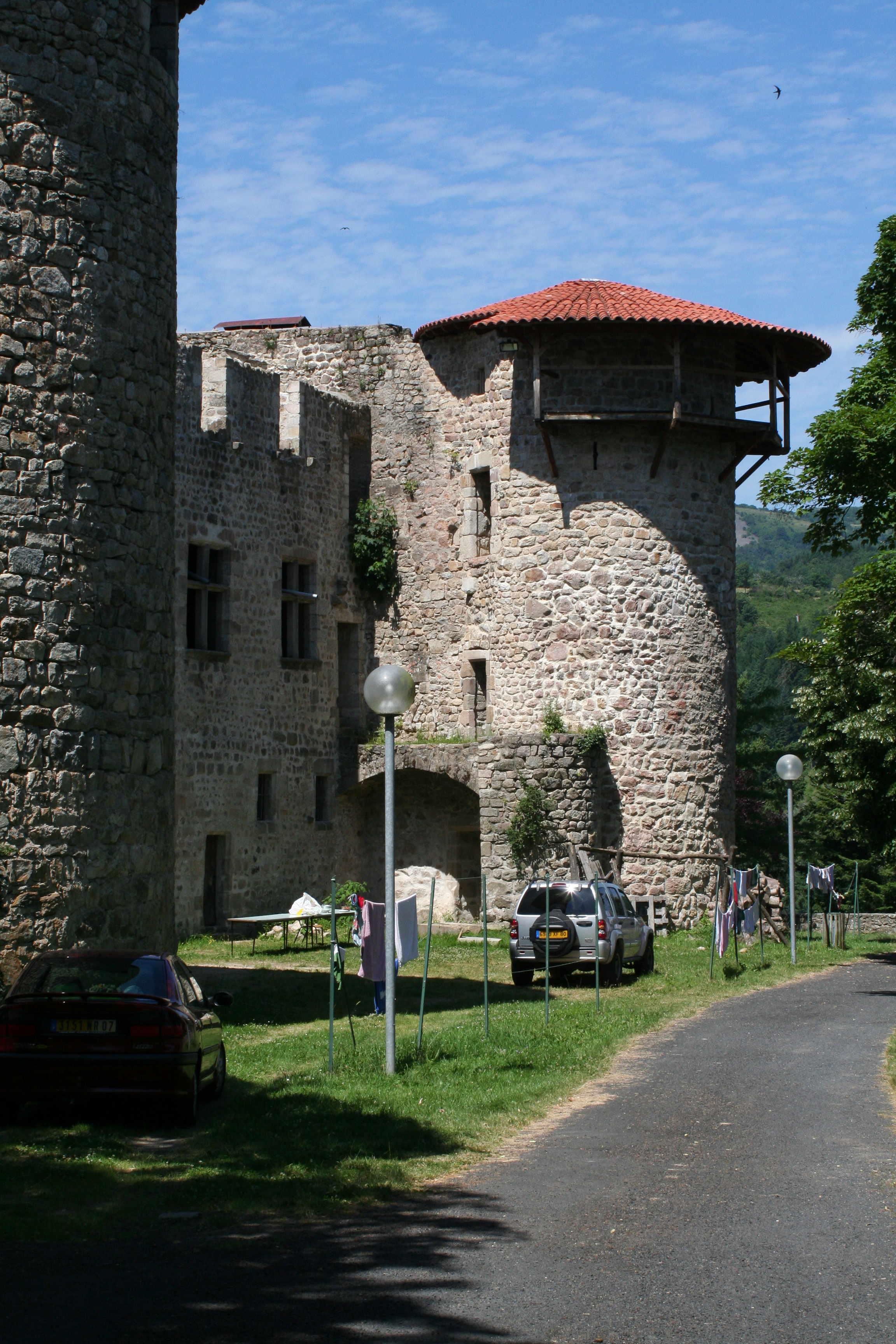
Le château de La Chèze

Le château de La Chèze est pour sa partie la plus ancienne d'origine médiévale (XIII-XVe). Il a été ensuite remanié à la Renaissance et à la fin du XIXe siècle.
Des éléments de défenses de différentes époques sont encore visibles (archères, archère-canonnière, arquebusières, canonnières...). Le chantier de restauration a rajouté hourds et bretèches.
Sont présentes des fenêtres à croisée des XVe et XVIe siècles, des fenêtres cintrées du XVIIIe siècle, des cheminées de différentes époques...
L'entrée du château était autrefois défendue par un pont-levis dont la fosse est encore visible.